# Ľubomír Vážny
Ľubomír Vážny (* 15. Juli 1957 in Žilina) ist ein slowakischer Politiker. 
Er ist Mitglied der SMER und war in der ersten Fico-Regierung von Juli 2006 bis Juli 2010 Minister für Verkehr, Post und Telekommunikation. Von November 2012 bis März 2016 gehörte er der zweite Fico-Regierung als Vize-Premierminister für Wirtschaft und Investitionen an.